# رود یوباری
رود یوباری (به لاتین: Yūbari River) یک رود در ژاپن است که در Hokkaido Prefecture واقع شده‌است.